# Scytophorus striatus
Scytophorus striatus is een zeeanemonensoort uit de familie Halcampoididae.
Scytophorus striatus is voor het eerst wetenschappelijk beschreven door Hertwig in 1882.